# Pascale Piera
Pascale Piera (nascida a 23 de Fevereiro de 1967) é uma política francesa do Reagrupamento Nacional que foi eleita membro do Parlamento Europeu em 2024. Anteriormente, serviu como juíza de instrução e ficou conhecida pela sua acusação de Jean-Christophe Canter em 2009. De 2020 a 2023, foi membro do conselho municipal de Senlis.